# 片岡郵便局
片岡郵便局（かたおかゆうびんきょく）は、栃木県矢板市にある郵便局。民営化前の分類では無集配特定郵便局であった。

## 概要
住所：〒329-1571 栃木県矢板市片岡2096-4

## 沿革
- 1908年（明治41年）3月16日 - 片岡郵便局（三等）として開設[1]。
- 1966年（昭和41年）4月19日 - 電話交換事務を矢板電報電話局に移管[2]。
- 1966年（昭和41年）9月12日 - 矢板市片岡から同市大谷津に移転。
- 2005年（平成17年）3月28日 - 集配業務を矢板郵便局に移管[3]。
- 2007年（平成19年）10月1日 - 民営化。
- 2012年（平成24年）10月1日 - 日本郵便株式会社発足。

## 取扱内容
- 郵便、印紙、ゆうパック
- 貯金、為替、振替、振込、国際送金、国債
- 生命保険、バイク自賠責保険
- ゆうちょ銀行ATM

## 周辺
- 矢板市立片岡小学校
- 矢板市立片岡中学校
- 矢板南病院
- 喜連川工業団地
- 矢板警察署片岡駐在所
- 国道4号（陸羽街道）
- 内川

## アクセス
- 東日本旅客鉄道（JR東日本）東北本線（宇都宮線）片岡駅から北東へ約200m（徒歩約4分）
- 栃木県道161号下河戸片岡線沿い
- 駐車場なし